# Jean Rostand
Jean Rostand (n. 30 octombrie 1894, Paris, Île-de-France, Franța – d. 4 septembrie 1977, Ville-d'Avray, Métropole du Grand Paris, Franța) a fost un biolog și filozof francez.

## Opere selectate
- Le retour des pauvres , 1919 - Întoarcerea săracilor
- La loi des riches, 1920 - Legea bogaților
- Pendant qu’on souffre encore, 1921 - Când nu mai suporți suferința
- Ignace ou l'Écrivain , 1923 - Ignace sau scriitorul
- Deux angoisses : la mort, l’amour, 1924 -
- De la vanité et de quelques autres sujets , 1925 -
- Les familiotes et autres essais de mystique bourgeoise, 1925 -
- De l’amour des idées , 1926 -
- Le mariage, 1927 - Marriage
- Valère ou l’Exaspéré , 1927 -
- Julien ou Une conscience, 1928 -
- Les chromosomes, artisans de l’hérédité et du sexe, 1929 -
- De la mouche à l’Homme, 1930 - De la zburător la om
- L’état présent du transformisme, 1931 -
- Journal d’un caractère, 1931 - Jurnalul unui erou
- L’Évolution des espèces, 1932 - Evoluția speciilor
- Les problèmes de l’hérédité et du sexe, 1933 - Problemele ereditare și sexul
- L’aventure humaine, 1933 - Aventura umană
- La vie des libellules, 1935 - Viața libelulelor
- Insectes, 1936 - Insecte
- La nouvelle biologie, 1937 - Noua biologie
- Biologie et médecine, 1938 - Biologia și medicina
- Hérédité et racisme, 1938 - Heredity and racism
- Pensée d’un biologiste, 1938 - Păreri de la un biolog
- La vie et ses problèmes, 1938 - Viața și problemele sale
- Science et génération, 1940 - Știința și generația
- Les idées nouvelles de la génétique, 1941 - Noi idei în genetică
- L’Homme, introduction à l’étude de la biologie humaine , 1941 - Omul, introducere în studiul anatomiei omului
- L’Homme, maître de la vie, 1941 - Omul, maestrul vieții
- Hommes de vérité 1942 - Omul adevărului
- L’avenir de la biologie, 1943 - Viitorul biologiei
- La genèse de la vie, histoire des idées sur la génération spontanée , 1943 - Geneza vieții, istoria unei generații spontane
- La vie des vers à soie , 1944 - Viața viermilor de mătase
- Esquisse d’une histoire de la biologie , 1945 - Schema istoriei biologiei
- L’avenir de la biologie, 1946 - Viitorul biologiei
- Qu’est-ce qu’un enfant ?, 1946 - Ce este un copil?
- Charles Darwin , 1947
- Nouvelles pensées d’un biologiste, 1947 - Noi păreri de la un biolog
- L’hérédité humaine , 1948 - Ereditarea umană
- Hommes de vérité II , 1948 - Omul adevărului II
- La biologie et l’avenir humain, 1949 - Biologia și omul viitorului
- L’Homme devant la biologie, 1949 - Man facing biology
- La parthénogenèse, reproduction virginale chez les animaux, 1949 - Partenogeneză, reproducerea animală
- La parthénogenèse animale, 1949 - Partenogeneză animală
- La génétique des batraciens, 1951 - '
- Les grands courants de la biologie , 1951 - Mari trenduri în biologie
- Les origines de la biologie expérimentale et l’abbé Spallanzani , 1951 - Originea biologiei experimentale și starețul Spallanzani
- Pages d’un moraliste , 1952 - Paginile unui moralist
- Ce que nous apprennent les crapauds et les grenouilles, 1953 - Ce ne pot învăța broaștele
- La vie, cette aventure, 1953 - Viața, ce aventură
- Ce que je crois, 1953 - Ce cred eu
- Instruire sur l’Homme, 1953 - Pentru a instrui un om
- Notes d’un biologiste , 1954 - Note de la un biolog
- Les crapauds et les grenouilles et quelques grands problèmes biologiques, 1955 - Broaștele și alte mari probleme în biologie
- Le problème biologique de l’individu, 1955 - Problema biologică individuală
- L’Homme en l’an 2000 , 1956 - Omul în anul 2000
- Peut-on modifier l’Homme ?, 1956 - Putem modifica omul?
- L’atomisme en biologie, 1956- Atomism în biologie
- Bestiaire d’amour, 1958 - Bestiar în dragoste
- Aux sources de la biologie, 1958 - La sursele biologiei
- Anomalies des amphibiens anoures, 1958 - Anomaliile amfibienilor
- Science fausse et fausses sciences, 1958 - Știința falsă și falsa știință
- Les origines de la biologie expérimentale , 1959 - Originile biologiei experimentale
- Carnet d’un biologiste , 1959 - Carnetul unui biolog
- Espoirs et inquiétudes de l’homme , 1959 - Speranțele și îngrijorările omului